# Mister Universo
Pour plus de détails, voir Fiche technique et Distribution.
Mister Universo est un film austro-italien sorti en France le 26 avril 2017 réalisé par Tizza Covi et Rainer Frimmel.

## Synopsis
Tairo Caroli, dresseur de fauve, se fait voler un morceau de fer porte-bonheur tordu par un homme fort dans sa jeunesse, nommé Arthur Robin. Il cherchera alors à récupérer dans toute l'Italie.

## Fiche technique
- Titre original : Mister Universo
- Titre français : Mister Universo
- Réalisation : Tizza Covi et Rainer Frimmel
- Scénario : Tizza Covi
- Montage : Tizza Covi
- Musique : Batticuore de Piero Mirigliano, interprétée par Mirco Crippa
- Production : Rainer Frimmel
- Directeur de la photographie : Rainer Frimmel
- Société de production : Vento Film
- Société de distribution : Zeugma Films
- Pays d'origine : Italie
- Langue : Italien
- Durée : 96 minutes
- Format : Couleur
- Genre : Drame
- Dates de sortie :
  -  France : 26 avril 2017

## Distribution
- Tairo Caroli : Lui-même
- Wendy Weber : Lui-même
- Arthur Robin : Lui-même
- Lilly Robin : Lui-même